# Camineutis xanthocausta
Camineutis xanthocausta är en fjärilsart som beskrevs av Edward Meyrick 1929. Camineutis xanthocausta ingår i släktet Camineutis och familjen signalmalar. Inga underarter finns listade i Catalogue of Life.